# Caspueñas
Caspueñas ist ein Ort und eine Gemeinde (municipio) mit 133 Einwohnern (Stand: 2024) im Südwesten der Provinz Guadalajara in der Autonomen Gemeinschaft Kastilien-La Mancha. 

## Lage und Klima
Caspueñas liegt in einer Höhe von ca. 855 m in der Kulturlandschaft der Alcarria. Die Entfernung zur westsüdwestlich gelegenen Provinzhauptstadt Guadalajara beträgt ca. 18 Kilometer (Fahrtstrecke). Das Klima ist gemäßigt bis warm; Regen (533 mm/Jahr) fällt übers Jahr verteilt.

## Bevölkerungsentwicklung
| Jahr      | 1970 | 1981 | 1991 | 2001 | 2011 | 2021 |
| Einwohner | 88   | 55   | 47   | 87   | 115  | 111  |

## Sehenswürdigkeiten

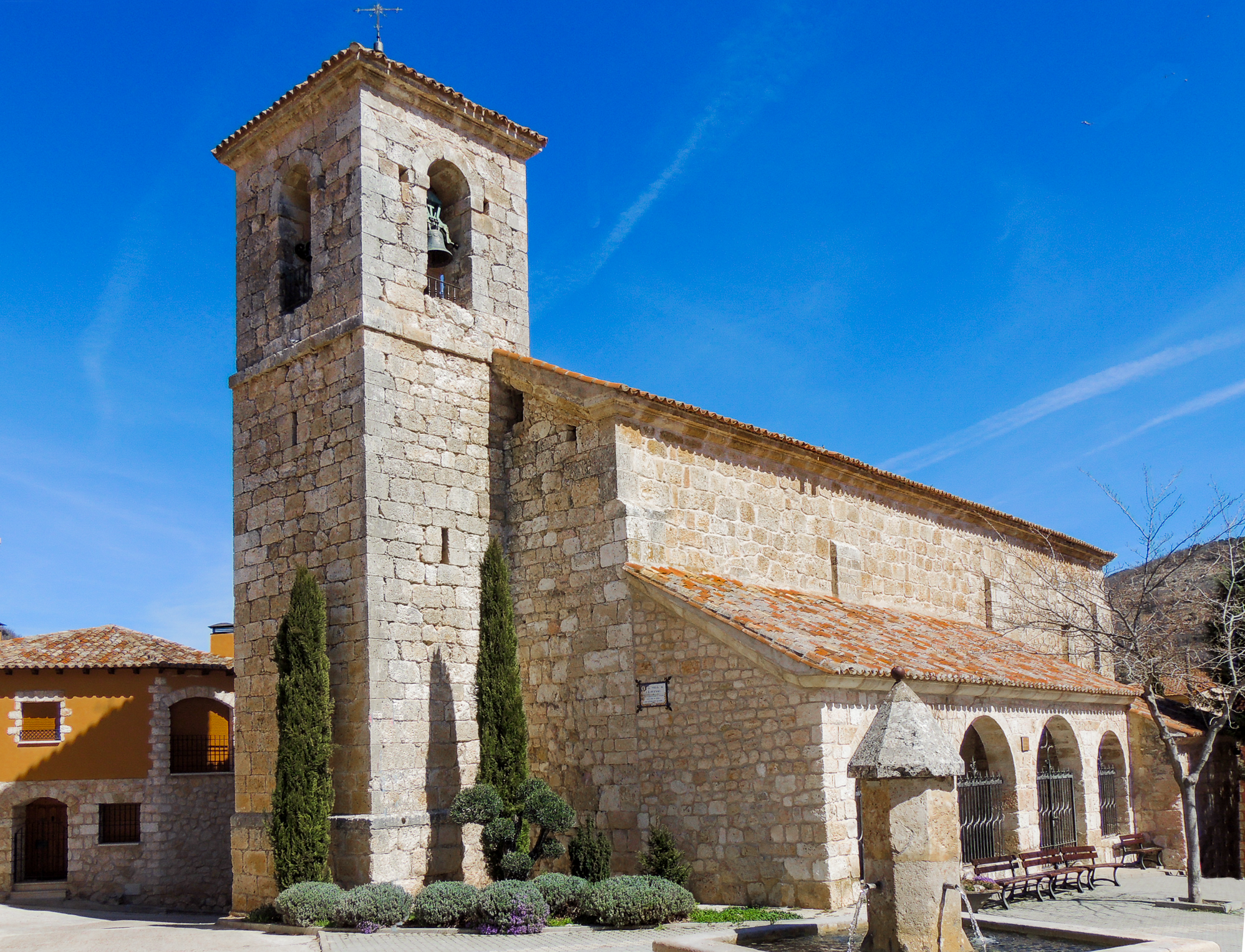
Kirche der Unbefleckten Empfängnis
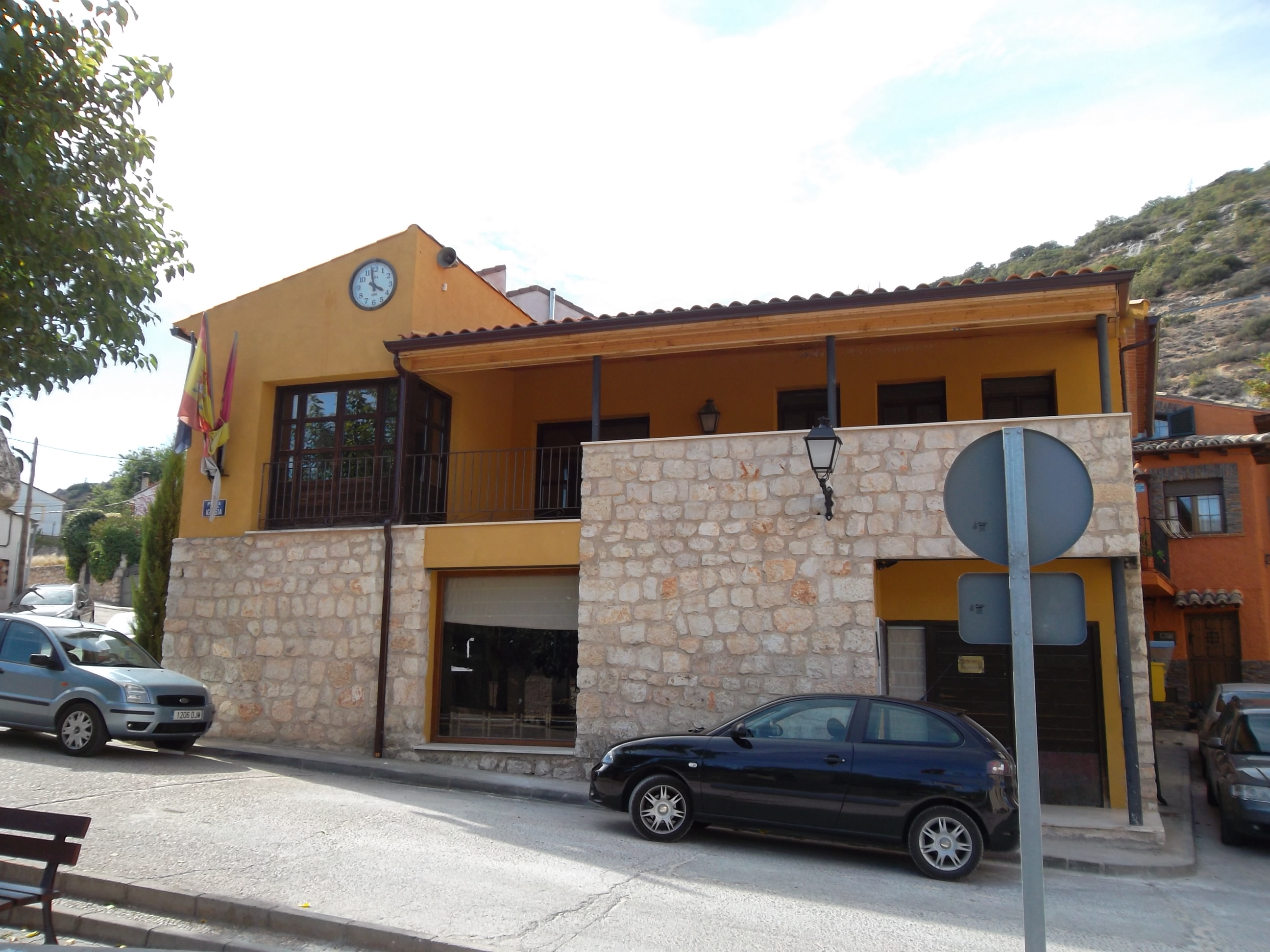
Rathaus

- Kirche der Unbefleckten Empfängnis
- Rathaus